# James Calkin
James Calkin   (Londres, 1786 - Londres, 1862) fou un compositor anglès.
Fou organista per espai de trenta anys de l'església de Regent-Square.
Deixà inspirades composicions sacres.